# Lissitsa
La Lissitsa (en russe : Лисица) est une rivière de Russie qui coule dans l'oblast de Tomsk. C'est un affluent de la Ket en rive droite, donc un sous-affluent de l'Ob.

## Géographie
Le bassin versant de la Lissitsa s'étend sur quelque 7 980 km2, surface équivalente à celle d'un gros département français, tel celui de l'Isère ou de la Marne.
Sa longueur est de 414 kilomètres.
La Lissitsa prend sa source dans la taïga recouvrant l'est de la grande plaine de Sibérie occidentale, dans la partie nord-est de l'oblast de Tomsk, à la limite du krai de Krasnoïarsk.
Après sa naissance, la rivière s'oriente d'abord vers le sud-est, puis vers le sud-ouest. À mi-parcours, elle effectue une nouvelle boucle qui lui fait prendre la direction plein sud, qu'elle maintient durant le reste de son parcours de 414 kilomètres. Elle traverse des zones très peu peuplées et recouvertes par l'immense taïga sibérienne. Elle termine sa route en se jetant dans la Ket en rive droite, en amont de la localité ferroviaire de Belyï Iar (Белый Яр), et 40 kilomètres après avoir traversé la petite ville de Lissitsa.

## Affluent
- la Raïga (rive droite)

## Hydrométrie - Les débits mensuels à Lissitsa
Le débit de la Lissitsa a été observé pendant 25 ans (durant la période 1972-2000) à Lissitsa, petite localité située à 41 kilomètres en amont de son confluent avec la rivière Ket. 
Le débit inter annuel moyen ou module observé à Lissitsa sur cette période était de 56,0 m3/s pour une surface de drainage de 7 530 km2, soit plus de 94,5 % du bassin versant de la rivière qui en compte 7 980. 
La lame d'eau écoulée dans ce bassin versant se monte ainsi à 235 millimètres par an, ce qui peut être considéré comme assez élevé, du moins dans le cadre du bassin de l'Ob caractérisé par un écoulement généralement assez modéré. 
Rivière alimentée en grande partie par la fonte des neiges, mais aussi par les pluies d'été et d'automne, la Lissitsa est un cours d'eau de régime nivo-pluvial. 
Les hautes eaux se déroulent au printemps, aux mois de mai et de juin, et correspondent au dégel et à la fonte des neiges. En juillet, le débit plonge, et cette baisse se poursuit mais de manière moins brutale en août, puis le débit se stabilise jusqu'au mois d'octobre. En novembre, le débit baisse à nouveau, ce qui constitue le début de la période des basses eaux. Celle-ci a lieu de novembre-décembre à avril inclus, et correspond aux gelées intenses qui s'abattent sur toute la Sibérie. 
Le débit moyen mensuel observé en février (minimum d'étiage) est de 21,8 m3/s, soit plus de 11,5 % du débit moyen du mois de juin (188 m3/s), ce qui souligne l'amplitude assez modérée des variations saisonnières, du moins dans le contexte sibérien où les écarts saisonniers sont souvent bien plus importants.
Sur la durée d'observation de 25 ans, le débit mensuel minimal a été de 11,4 m3/s en janvier 1993, tandis que le débit mensuel maximal s'élevait à 372 m3/s en juin 1998.
En ce qui concerne la période estivale, libre de glaces (de juin à octobre inclus), le débit mensuel minimal observé a été de 15,1 m3/s en septembre 1992. 